# طبعة نستله ألاند
طبعة نستله ألاند Novum Testamentum Graece الاسم اللاتيني لنسخة العهد الجديد باللغة اليونانية. طبعها لأول مرة إراسموس لكن يشير الاسم اليوم لطبعة نستله ألاند Nestle-Aland، اسم العالمين الذين رأسا عملية التحرير النقدي. وصلت نسخة نستله ألاند إلى الطبعة 27 لذا يشار إليها NA27.

## مواقع خارجية
- Home of the Nestle-Aland Novum Testamentum Graece Institute for New Testament Textual Research (INTF)
- Novum Testamentum Graece - Textum et Lexicon proprium seu 'concordances'
- www.nestle-aland.com, Homepage of the Nestle-Aland 28 نسخة محفوظة 9 ديسمبر 2012 at Archive.is